# Хто сильніший за нього
«Хто сильніший за нього» (рос. Кто сильнее его) — радянський художній фільм 1984 року, знятий на кіностудії «Мосфільм».

## Сюжет
Гостросюжетний фільм про війну серпня 1918 року у Царьовококшайську (Йошкар-Ола), коли білогвардійці на чолі з місцевими князями готували переворот. Намагаючись захопити місцеву банду, народна міліція стала на заваді на шляху білогвардійців. Тимчасово поступившись своїми позиціями, але отримавши підтримку в народі, вона продовжила і виграла бій…

## У ролях
- Костас Сморігінас — Василь
- Валерій Баринов — Єгор
- Володимир Івашов — Микола Петрович Баратовський
- Борис Хімічев — Кирило Петрович
- Геннадій Корольков — Степан
- Костянтин Григор'єв — Буймо
- Інна Іванова — Юнай
- Аріадна Шенгелая — Марія
- Мікк Міківер — жрець
- Сергій Яковлєв — Іван Петрович, крамар
- Юозас Кіселюс — командир латиських стрільців
- Олександр Парра — білогвардійський офіцер
- Борис Борисов — білогвардійський офіцер
- Олександр Новиков — білогвардійський офіцер
- Олександр Феклістов — Пєночкін, сусід Копилова
- Борис Токарєв — селянин
- Микита Померанцев — міліціонер
- Сергій Греков — Микита
- Юрій Копцев — епізод
- Євген Казаков — епізод
- Геннадій Четвериков — селянин
- Володимир Дюков-Самарський — епізод
- Василь Домрачов — коротун
- Тамара Гертель — епізод
- Михайло Бочаров — епізод
- Юрій Могілевцев — убитий купець
- Євген Гулевський — селянин
- Ігор Копченко — епізод

## Знімальна група
- Режисер — Автанділ Квірікашвілі
- Сценарист — Володимир Обухов
- Оператор — Ігор Богданов
- Композитор — В'ячеслав Артемов
- Художники — Василь Голіков, Борис Царьов